# Shōzō Saijō
Shōzō Saijō (jap. 西城正三 Saijō Shōzō; ur. 28 stycznia 1947 w Saitamie) – japoński bokser, zawodowy mistrz świata w wadze piórkowej.
Rozpoczął karierę boksera zawodowego w 1964. Do 1967 walczył wyłącznie w Japonii. W 1968 wyjechał do Kalifornii. W tym roku przegrał i wygrał z José Luisem Pimentelem, a następnie pokonał 6 czerwca w Los Angeles w towarzyskiej walce ówczesnego mistrza świata federacji WBA w wadze piórkowej Raula Rojasa. Stawką następnego pojedynku tych pięściarzy był tytuł mistrza świata. 27 września 1968 w Los Angeles Saijō wygrał jednogłośnie na punkty i został nowym czempionem.
W obronie tytułu Saijō pokonał kolejno: Pedro Gómeza (9 lutego 1969 w Tokio na punkty), Pimentela (7 września 1969 w Sapporo przez nokaut w 2. rundzie), Godfreya Stevensa (8 lutego 1970 w Tokio na punkty), Frankiego Crawforda (5 lipca 1970 w Sendai na punkty) i ponownie Crawforda (28 lutego 1971 w Utsunomiya na punkty). Stoczył również towarzyską walkę z ówczesnym mistrzem WBA w wadze junior lekkiej Hiroshim Kobayashim, przegrywając niejednogłośnie na punkty 3 grudnia 1970 w Tokio.
2 września 1971 w Tokio Antonio Gómez znokautował Saijō w 5. rundzie, odbierając mu tytuł mistrza świata. Po tej walce Saijō zakończył karierę bokserską.